# Математичка анализа
Математичка анализа (старогрчки ανάλυσις, análysis, решење) је област математике која између осталог проучава граничне вредности, интеграле, изводе и редове. Област се помиње и под именима виша математика, инфинитезимални рачун, а у енглеској литератури као „Калкулус“ (енгл. Calculus). То је веома широка област математике и предмет је вишегодишњих студија на факултетима.
У принципу, дели се на два дела: диференцијални и интегрални рачун. Проучавање бесконачних редова и аналитичких функција такође спада у домен аналитичке математике.

## Историјски развој

### Диференцијални рачун
Диференцијални рачун и диференцирање проучавају промене функција реалних променљивих при променама независне варијабле, тј. независне променљиве. Полази се од проблема налажења тангенте на криву, који је први објавио Исак Бароу (Isaac Barrow: Lectiones geometricae, 1670). Исак Њутн (Isaac Newton) је открио метод (1665—1666) и сугерисао Исаку Бароу, свом професору математике, да методу укључи у уџбеник. У својој првобитној теорији, Њутн је посматрао функцију као променљиву, флуентну количину, и разлику, или износ промене, назвао флукс (fluxion). Дефинисао је нагиб криве у тачки као прираштај тангенте на ту криву у малој околини дате тачке. Данас веома познату биномну теорему Њутн је применио да нађе гранични случај, што значи да је диференцијални рачун Њутну био потребан за бесконачне низове. Употребио је ознаке икс, односно ипсилон са тачком изнад ({\displaystyle {\dot {x}},{\dot {y}}}) за флукс, и исто са две тачке изнад ({\displaystyle {\ddot {x}},{\ddot {y}}}) за флукс флукса. Тако, ако је , где је t време потребно телу да би се прешло пут х, тада је флукс икса тренутна брзина, а флукс флукса је тренутно убрзање. Лајбниц (Leibniz) је такође открио исту методу 1676. године, објавио је 1684. Њутн је није објавио све до 1687. (у Philosophiae Naturalis Principia Mathematica, Математички принципи природне филозофије). Зато се развила горка расправа око приоритета открића. Заправо, данас је познато, обојица су дошли до истог открића независно један од другог. Савремена нотација дугује Лајбицу dy/dx и издужено S (од „сума“) за интеграл.

### Интегрални рачун
Интегрални рачун и интеграција користе се за израчунавање површина, запремина тела, дужина криве, тежишта, момента инерције. Вуче корене још од Еудокса Книдског (Eudoxus of Cnidus, 408-347. п. н. е.), грчког астронома и математичара, и његове методе „исцрпљивања“ из периода око 360. п. н. е. Архимед је у свом делу „Метода“ развио начин налажења површина ограничених кривама, разматрајући их подељене многобројним паралелним линијама и проширио идеју на налажење запремина неких тела. Због тога га неки називају оцем интегралног рачуна.
Почетком 17. века, поново се појавио интерес за мерење запремина интегралном методом. Кеплер је користио процедуре налажења запремина тела узимајући их као композицију бесконачног скупа инфинитезимално (бесконачно) малих елемената (Stereometrija doliorum, Мерење запремина буради, 1615). Ове идеје је поопштио Кавалијери (Cavalieri) у свом делу Geometria indivisibilibus continuorum nova (1635), у којем је употребио идеју да се површина састоји из недељивих линија, а запремина од недељивих површина. То је данас познати Кавалијеријев принцип, а такође то је био и концепт Архимедове методе. Џон Валис у свом делу Бесконачна аритметика (John Wallis, Arithmetica ifinitorum, 1655) је аритметизовао Кавалијерове идеје. У том раздобљу су инфинитезималне методе интензивно кориштене за тражење дужина кривих и површина.

### Савремена математика
Негде у данашње време, интеграција се почела тумачити једноставно као операција инверзна диференцирању. Коши (Cauchy) је 1820-их диференцијални и интегрални рачун поставио на сигурније основе заснивајући их на лимесу. Диференцирање је дефинисао као граничну вредност количника, а интегрирање као граничну вредност збира. Дефиницију интеграла помоћу граничне вредности уопштио је Риман (Riemann).
У двадесетом веку, схватање интеграла је проширено. У почетку, интегрирање се односило на елементарну идеју мерења (мерење дужина, површина, запремина) са непрекидним функцијама. Са појавом теорије скупова, функције су се почеле третирати као пресликавања, не обавезно непрекидна, и појавило се општије и апстрактније схватање мере. Лебег (Lebesgue) је објавио дефиницију интегрирања засновану на Лебеговој мери скупа. Појавио се Лебегов интеграл.
Теорије математичке анализе се обично проучавају у контексту реалних бројева, комплексних бројева, и реалних и комплексних функција. Међутим, оне се могу дефинисати и проучавати у било ком другом простору математичких објеката, који има дефинисану близину (тополошки простор) или специфичније раздаљину (метрички простор).

## Важни концепти

### Метрички простори
У математици, метрички простор је скуп где је појам растојања (звани метрика) између елемената скупа дефинисан.
Највећи део анализе се одвија у неком метричком простору; најшире коришћени су реална линија, комплексна раван, Еуклидов простор, други векторски простори, и цели бројеви. Примери анализе без метрика обухватају теорију мера (која описује величину, а не растојање) и функционалну анализу (која изучава тополошке векторске просторе који не морају да имају никакав осећај за даљину).
Формално, метрички простор је уређени пар {\displaystyle (M,d)}, где је {\displaystyle M} скуп, а {\displaystyle d} је метрика на {\displaystyle M}, i.e., функција
{\displaystyle d\colon M\times M\rightarrow \mathbb {R} }
таква да за свако {\displaystyle x,y,z\in M} важи следеће:
1. {\displaystyle d(x,y)=0} ако и само ако {\displaystyle x=y},
2. {\displaystyle d(x,y)=d(y,x)} (симетрија) и
3. {\displaystyle d(x,z)\leq d(x,y)+d(y,z)} (неједнакост троугла) .

Полазећи од трећег својства и узимајући да је {\displaystyle z=x}, може се показати да је {\displaystyle d(x,y)\geq 0} (не-негативно).

### Низови и лимити
Низ је уређена листа. Попут скупа, он садржи чланове (који се називају и елементи). За разлику од скупа, друге ствари, и исти елементи могу да се појаве више пута на различитим позицијама у низу. Низ се најпрецизније може дефинисати као функција чији домен је пребројив тотално уређен скуп, као што су природни бројеви.
Један од најважнијих својстава низа је конвергенција. Неформално, низ конвергира ако има лимит. Настављајући информално, (појединачно-бесконачно) низ има лимит ако се приближава некој тачки x, званој лимит, кад n постане веома велико. Другим речима, за један апстрактни низ (са n у подразумеваном опсегу од 1 до бесконачности) растојање између  и x се приближава 0 кад n → ∞, што се означава са
{\displaystyle \lim _{n\to \infty }a_{n}=x.}

## Главне области
Математичку анализу чине следеће области:
- Елементарне функције
- Граничне вредности
- Изводи
- Интеграли
- Испитивање функција
- Реална анализа
  - Сингуларни интеграли
- Хармонијска анализа
- Комплексна анализа
- Функционална анализа
- Спектрална анализа
- Диференцијалне једначине
  - Парцијалне диференцијалне једначине
  - Системи диференцијалних једначина

### Реална анализа
Реална анализа (традиционално, теорија функција реалних вредности) је грана математичке анализе која се бави реалним бројевима и реално-вредносним функцијама реалних променљивих. Специфично, она се бави аналитичким својствима реалних функција и низова, укључујући конвергенцију и лимите низова реалних бројева, калкулус реалних бројева, и непрекидност, глаткост и сродна својства функција реалних вредности.

### Комплексна анализа
Комплексна анализа, традиционално позната као теорија функција комплексних променљивих, је грана математичке анализе која истражује функције комплексних бројева. То је корисно у многим гранама математике, укључујући алгебарску геометрију, теорију бројева, примењену математику; као и у физици, укључујући хидродинамику, термодинамику, машинство, електротехнику, и посебно, квантну теорију поља.
Комплексном анализом се специфично обухватају аналитичке функције комплексних променљивих (или генерално мероморфне функције). Због тога што засебни реални и имагинарни делови аналитичке функције морају да задовоље Лапласову једначину, комплексна анализа је широко применљива на дводимензионе проблеме у физици.

### Функционална анализа
Функционална анализа је грана математичке анализе, у чијој основи је изучавање векторских простора обогаћено неком врстом структуре везане за лимите (нпр. унутрашњи производ, норма, топологија, etc.) и линеарним операторима који делују на тим просторима поштујући ове структуре у одговарајућем смислу. Историјски корени функционалне анализе леже у студијама функционих простора и формулисању својстава трансформација функција попут Фуријеове трансформације, као трансформација којима се дефинишу континуирани, унитарни и други оператори између функцијских простора. Испоставило се да је ова тачка гледишта посебно корисна при студирању диференцијалних и интегралних једначина.

### Диференцијалне једначине
Диференцијална једначина је математичка једначина за једну непознату функцију са једном или неколико променљивих која повезује вредности саме функције и њених извода разних редова. Диференцијалне једначине играју проминентну улогу у инжењерству, физици, економији, биологији, и другим дисциплинама.
Диференцијалне једначине се јављају у многим областима науке и технологије, специфично кад год детерминистичка релација обухвата неке од непрекидно варирајућих квантитета (моделованих функцијама) и кад су њихове брзине промене у простору и времену (изражене у виду деривата) познате или постулиране. Ово је илустровано у класичној механици, где је кретање тела описано његовом позицијом и брзином као функција времена. Њутнови закони омогућавају изражавање (дате позиције, брзине, убрзања и разних сила које делују на тело) тих променљивих динамички у виду диференцијалне једначине за непознату позицију тела као функције времена. У неким случајевима, ова диференцијална једначина (звана једначина кретања) може да буде експлицитно решена.

### Теорија мера
Мера на скупу је систематски начин додељивања броја сваком подесном подскупу датог скупа, интуитивно интерпретирана као његова величина. У том смислу, мера је генерализација концепата дужине, површине и запремине. Посебно важан пример је Лебегова мера на Еуклидовом простору, којом се додељују конвенцијалне дужине, површине, и запремине Еуклидове геометрије подесним подскуповима {\displaystyle n}-димензионог Еуклидовог простора {\displaystyle \mathbb {R} ^{n}}. На пример, Лебегова мера интервала {\displaystyle \left[0,1\right]} у реалним бројевима је њена дужина у свакодневном смислу речи – специфично, 1.
Технички, мера је функција која додељује ненегативни реални број или +∞ (извесним) подскуповима скупа {\displaystyle X}. Она мора да додели 0 празном скупу и да буде (пребројиво) адитивна: мера 'великог' подскупа која се може разложити у коначни (или пребројиви) број 'мањих' раздвојених подскупова, је сума мера „мањих” подскупова. Генерално, ако се жели да се асоцира конзистентна величина са сваким подскупом датог скупа уз задовољавање других аксиома мере, могу се наћи само тривијални примери као што је пребројавајућа мера. Ова проблем је био решен путем дефинисања мере само на потколекцији свих подскупова; такозваним мерљивим потскуповима, од којих се очекује да формирају {\displaystyle \sigma }-алгебру. То значи да су пребројиве јединице, пребројиви пресеци и комплементи мерљивих потскупова мерљиви. Немерљиви скупови у Еуклидовом простору, на којима се Лебегова мера не може конзистентно дефинисати, су неопходно компликовани у смислу да су помешани са својим комплементом. Њихово постојање је нетривијална последица аксиома избора.

### Нумеричка анализа
Нумеричка анализа је студија алгоритама који користе нумеричку апроксимацију (за разлику од општих симболичких манипулација) за проблеме математичке анализе (што је различито од дискретне математике). Модерна нумеричка анализа не тражи прецизне одговоре, пошто је прецизне одговоре често немогуће добити у пракси. Уместо тога, највећи део нумеричке анализе се бави налажењем приближних решења уз задржавање грешака у разумним границама. Нумеричка анализа природно налази примене у свим пољима инжењерства и физичких наука. У 21. веку су бројни елементи научних прорачуна нашли примену у већини природних наука, па чак и грана уметности. Обичне диференцијалне једначине се јављају у небеској механици (изучавању планета, звезда и галаксија); нумеричка линеарна алгебра је важна за анализу података; стохастичке диференцијалне једначине и ланци Маркова су есенцијални у симулирању живих ћелија у медицинским и биолошким истраживањима.